# Bagnet M4

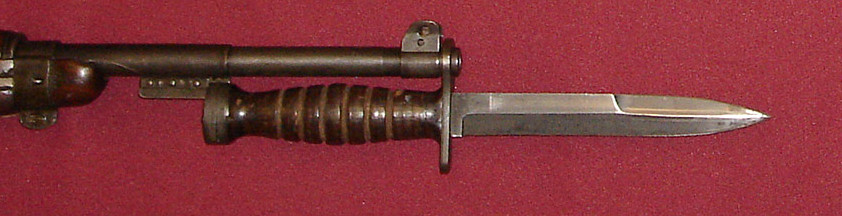
Bagnet M4 osadzony na lufie karabinka M1

Bagnet M4 - bagnet produkcji amerykańskiej, skonstruowany na podstawie noża bojowego M3, który wprowadzony został do użytku w 1943 roku, jako zamiennik dla pistoletu M1911A1 dla niektórych oficerów, żołnierzy jednostek specjalistycznych (takich jak obsługa moździerzy czy obsługi karabinów maszynowych) oraz spadochroniarzy. W maju 1944 roku standaryzowany do użytku z karabinkiem M1.

## Budowa
Posiadał krótką głownię, o długości zaledwie 16,9 cm. W połowie dwusieczna (z jednej strony głownia naostrzona na całej długości, z drugiej natomiast od sztychu do połowy). Jelec wycięty był z blachy, a oczko do mocowania na lufie miało średnicę 15 mm. Rękojeść bagnetu wykonana była ze skórzanych krążków nałożonych na trzpień rękojeści. W metalowej głowicy zastosowano nowy typ zatrzasku - dwie blaszki znajdujące się z dwóch stron, na bokach głowicy. 
Pochwa M8 A1 wykonana była z tworzywa sztucznego, z metalowymi okuciami. W trzewiku pochwy znajdował się otwór na taśmę mocującą bagnet przy nodze. Do górnego okucia przynitowany był trok łączący pochwę z pasem głównym.